# Gmina Stoliczna
Stoliczna (bułg. Столична община) – gmina w zachodniej Bułgarii. Populacja wynosi 1449 tysięcy mieszkańców.

## Miejscowości
Lista miejscowości gminy Stoliczna:
- Bałsza (bułg.: Балша),
- Bankja (bułg.: Банкя),
- Bistrica (bułg.: Бистрица),
- Buchowo (bułg.: Бухово),
- Busmanci (bułg.: Бусманци),
- Czepinci (bułg.: Чепинци),
- Dobrosławci (bułg.: Доброславци),
- Dołni Bogrow (bułg.: Долни Богров),
- Dołni Pasareł (bułg.: Долни Пасарел),
- German (bułg.: Герман),
- Gorni Bogrow (bułg.: Горни Богров),
- Iwanjane (bułg.: Иваняне),
- Jana (bułg.: Яна),
- Kaziczene (bułg.: Казичене),
- Klisura (bułg.: Клисура),
- Kokalane (bułg.: Кокаляне),
- Kriwina (bułg.: Кривина),
- Kubratowo (bułg.: Кубратово),
- Kytina (bułg.: Кътина),
- Łokorsko (bułg.: Локорско),
- Łozen (bułg.: Лозен),
- Mało Buczino (bułg.: Мало Бучино),
- Mirowjane (bułg.: Мировяне),
- Mramor (obwód miejski Sofii) (bułg.: Мрамор),
- Myrczaewo (bułg.: Мърчаево),
- Negowan (bułg.: Негован),
- Nowi Iskyr (bułg.: Нови Искър),
- Panczarewo (bułg.: Панчарево),
- Płana (bułg.: Плана),
- Podgumer (bułg.: Подгумер),
- Sofia (bułg.: София) – siedziba gminy,
- Swetowraczene (bułg.: Световрачене),
- Władaja (bułg.: Владая),
- Wojnegowci (bułg.: Войнеговци),
- Wołujak (bułg.: Волуяк),
- Żeleznica (bułg.: Железница),
- Żelawa (bułg.: Желява),
- Żiten (bułg.: Житен).